# 텐기즈 아불라제
텐기즈 에브게니스 제 아불라제(조지아어: თენგიზ ევგენის ძე აბულაძე, 러시아어: Тенги́з Евге́ньевич Абула́дзе 텐기스 예브게니예비치 아불라제[*], 1924년 1월 31일 ~ 1994년 3월 6일)는 소련과 조지아의 영화 감독이다.

## 출연 작품
- 후회 (1984)
- 더 플레아 (1967)
- 마그다나스 동키 (1956)